# Parti socialiste de Grèce
Le Parti socialiste de Grèce (en grec : Σοσιαλιστικό Κόμμα Ελλάδας, ΣΚΕ / Sosialistiko Komma Elladas, SKE) était un parti politique grec se réclamant du socialisme. Le Parti a été fondé en 1920 par une minorité dissidente du Parti socialiste ouvrier de Grèce (SEKE) qui s'opposait à l'entrée du SEKE au sein de l'Internationale communiste, le SEKE deviendra d'ailleurs le Parti communiste de Grèce en 1924. Le groupe qui était à l'origine de la fondation du Parti socialiste de Grèce était dirigé par A. Sideris. Le Parti était actif parmi les syndicats, notamment au sein de la Confédération générale des travailleurs grecs (GSEE), au point que l'un des principaux membres du Parti socialiste, Dimitris Stratis, fut élu secrétaire général à la tête de l'organisation syndicale. Contrairement à la majorité des socialistes grecs, le Parti socialiste de Grèce fut membre de l'Internationale ouvrière socialiste, à l'instar des autres partis socialistes à travers le monde qui s'étaient opposés à la révolution d'Octobre et à la prise de pouvoir par les bolcheviks. Il en a été membre de 1923 à 1931, ainsi qu'en 1933.
En 1931, un groupe dirigé par Dimitris Stratis se sépara du Parti socialiste de Grèce pour fonder le Parti socialiste indépendant. Cependant, le Parti socialiste indépendant fut éphémère puisque dès l'année suivante, Dimitris Stratis, leader de la dissidence socialiste, retourna au sein du Parti socialiste et devint même membre du Comité central du Parti.
Durant la Seconde Guerre Mondiale, le Parti lança l'Union de la démocratie populaire (ELD) en tant que front de résistance contre l'occupation de la Grèce par l'Axe (Italie, Allemagne, Bulgarie) et contre le fascisme en général. Néanmoins, l'ELD était une organisation de résistance minoritaire comparée à l'organisation communiste, le Front de libération nationale (EAM). Cela n'empêcha pas le professeur Alexandros Svólos, membre du Parti socialiste, d'être nommé Président au sein du gouvernement formé par la résistance grecque en 1944.

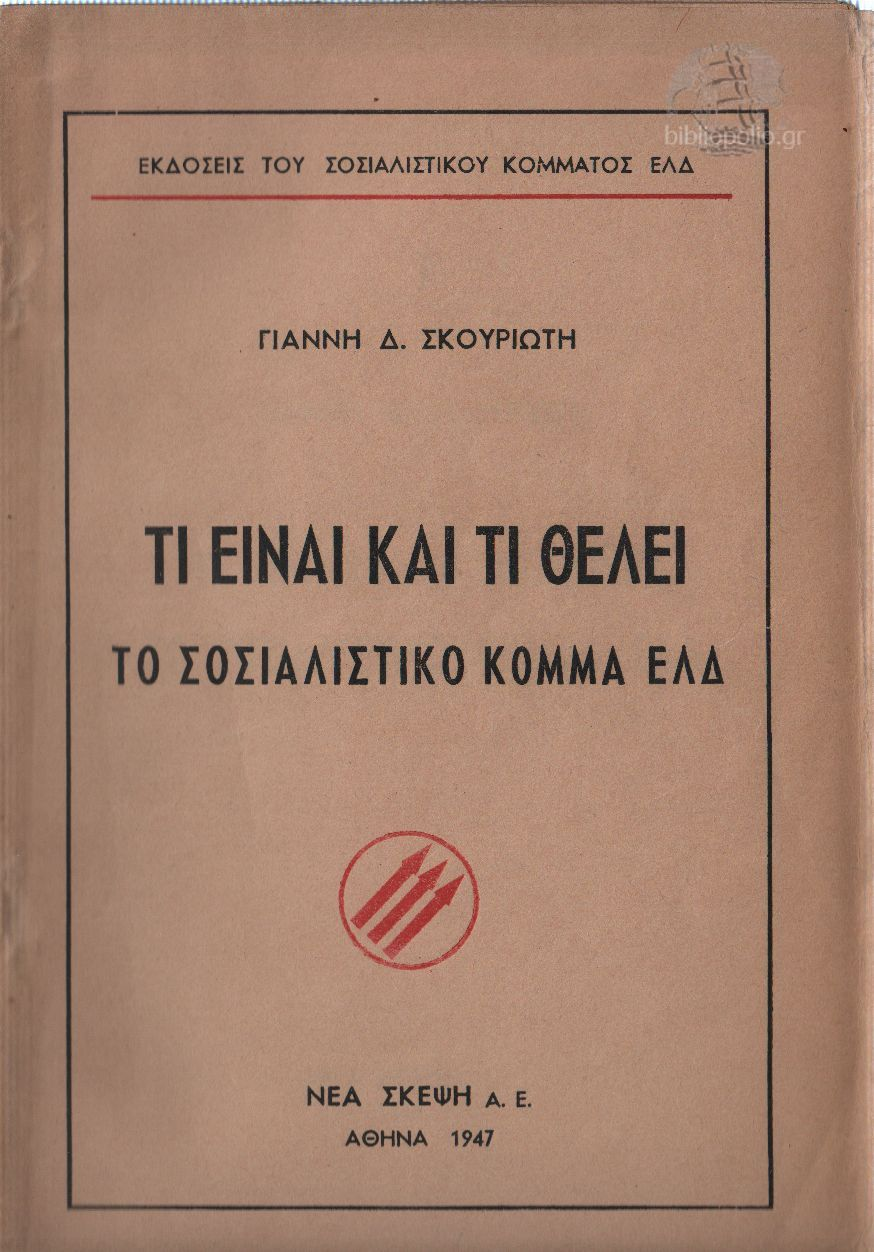
Ouvrage datant de 1947 présentant le Parti socialiste - Union de la démocratie populaire (PS-ELD).

En février 1949, le Parti socialiste décida de rompre ses liens avec le Parti communiste. Or, cette désunion eut un impact sur son électorat, impact qui fut particulièrement visible lors des élections de 1952 où le Parti dut faire face à un important échec.
En septembre 1953, les socialistes forment avec le Parti démocrate, le Parti démocratique des travailleurs. Deux mois plus tard, les socialistes du nouveau parti fondèrent en son sein la Ligue socialiste grecque, une organisation ayant pour but de garantir et de préserver la politique socialiste au sein du Parti démocratique des travailleurs.